# Druhá bitva na Aisně
Druhá bitva na Aisně známá též jako bitva u Chemin des Dames (francouzsky Bataille du Chemin des Dames) představovala hlavní střetnutí Nivellovy ofenzívy, v níž se vojska Dohody pokusila neúspěšně prolomit německé pozice na západní frontě během první světové války. Druhá bitva na řece Aisně se odehrála od 16. dubna do 9. května 1917.

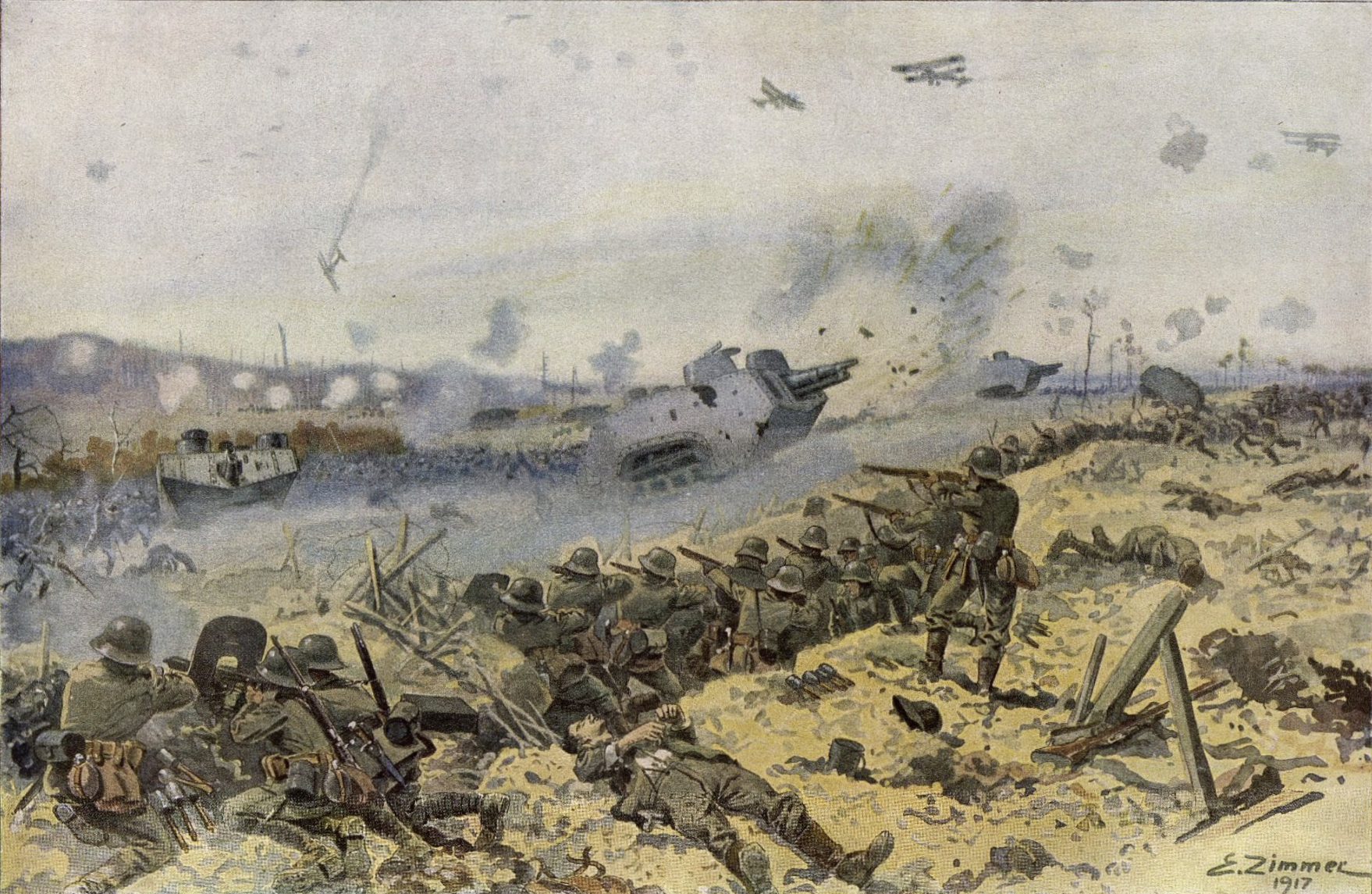
Obraz Ernsta Zimmera zachycující francouzský útok na německé pozice u Chemin des Dames

Hlavním cílem francouzské armády, kterou v bitvě podpořili vojáci ruského expedičního sboru, bylo prorazit pozice Němců severně od řeky Aisny u silnice Chemin des Dames a následně obsadit severněji položené město Laon. Ambiciózní plán nového francouzského vrchního velitele Roberta Nivella však neuspěl a bitva navzdory nevelkým francouzským územním ziskům skončila s obrovskými ztrátami na obou stranách nerozhodným výsledkem.